# Westhafen (métro de Berlin)
 (janvier 2015).
Si vous disposez d'ouvrages ou d'articles de référence ou si vous connaissez des sites web de qualité traitant du thème abordé ici, merci de compléter l'article en donnant les références utiles à sa vérifiabilité et en les liant à la section « Notes et références ».
Westhafen est une station souterraine du métro de Berlin desservie par la ligne U9. Elle est située non loin du port de l'Ouest, le Westhafen, qui lui donne son nom. La station offre une correspondante directe par son côté sud avec les lignes S-Bahn du Ringbahn. Depuis 1999, elle a pour thème décoratif la littérature et les droits de la personne.

## Situation
Le quai unique de la station mesure 110 m. de long pour 9,2 m de large. Il débouche du côté nord sur la Westhafenstraße juste à côté de l'Église du port et des mariniers (Schiffer und Hafenkirche). La sortie sud débouche directement sur la gare de Berlin Westhafen à travers laquelle on peut rejoindre le pont An der Putlitzbrücke.

## Desserte
La ligne 9 du métro de Berlin y passe très fréquemment en journée (fréquence de 5 à 10 minutes) et les nuits du vendredi et du samedi soir ainsi qu'à la veille des jours fériés. La nuit en semaine entre 1h et 4h, la ligne de bus N9 remplace le métro sur le pont An der Putlitzbrücke. 

## Intermodalité
La gare a une correspondance avec les lignes 41 et 42 du S-Bahn qui circulent sur le Ringbahn, la ceinture ferroviaire périphérique de Berlin. Des Trains régionaux passent dans la gare mais ne s'y arrêtent pas.

## Histoire
La station Westhafen a été ouverte le 28 août 1961 sous le nom de Pulitzstraße, peu de temps après la construction du Mur de Berlin. En 1975 le couloir de correspondance avec la gare a été construit. La station a été renommée Westhafen en 1992. Elle a été rénovée en 1999.

## Station des droits de l'homme

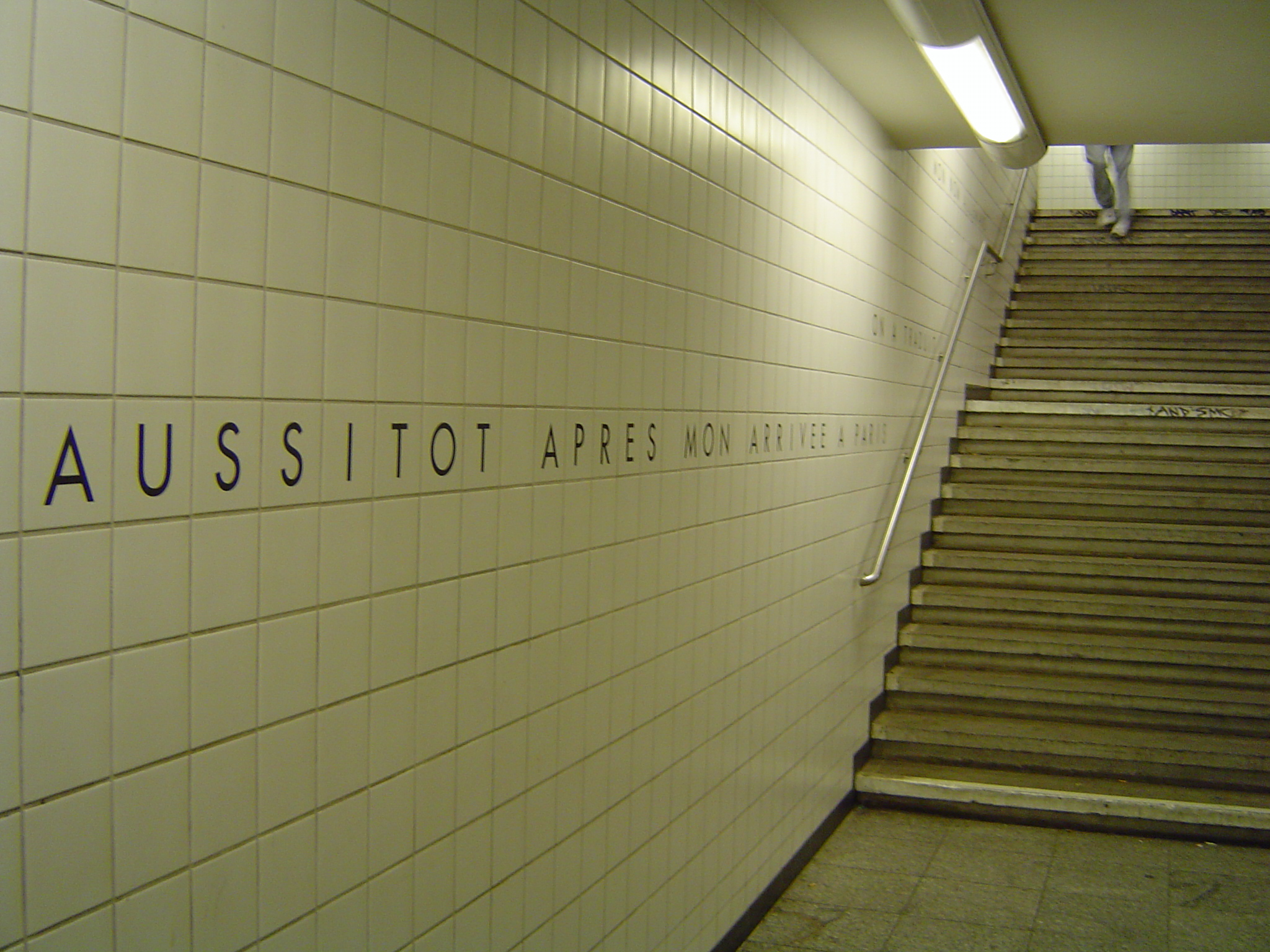
Début de la citation en français d'Heinrich Heine, à la sortie sud de la station.

La station qui était jusque-là assez sombre a été totalement redécorée en 1999 par l'artiste belge Françoise Schein avec le concours de Barbara Reiter. Westhafen est devenu la « Station des droits de la personne » tout comme d'autres stations dans le monde décorée par la même association belge sans but lucratif Inscrire : Siquiera Campos à Rio de Janeiro, Luz à São Paulo, La Moneda à Santiago, Parvis de Saint-Gilles à Bruxelles, Parque à Lisbonne, Universitetet à Stockholm, Concorde à Paris.
Outre les citations de la déclaration des droits de l'homme et du citoyen, on peut lire une citation en français d'Heinrich Heine :

« Aussitôt après mon arrivée à Paris, on a traduit mon nom allemand Heinrich en celui d'Henri. Je m'y suis accommodé ; il a bien fallu ; et j'ai pris moi-même ce nom car le mot Heinrich ne convient pas à l'oreille française et en général les français disposent toutes les choses du monde à leurs aises. Jamais non plus ils n'ont su prononcer convenablement le nom de Henri Heine et pour la plupart je m'appelle Monsieur Heiri Henne. Beaucoup réunissent les deux en un seul : Monsieur Un Rien. »

— Heinrich Heine